# 久爾秋利區

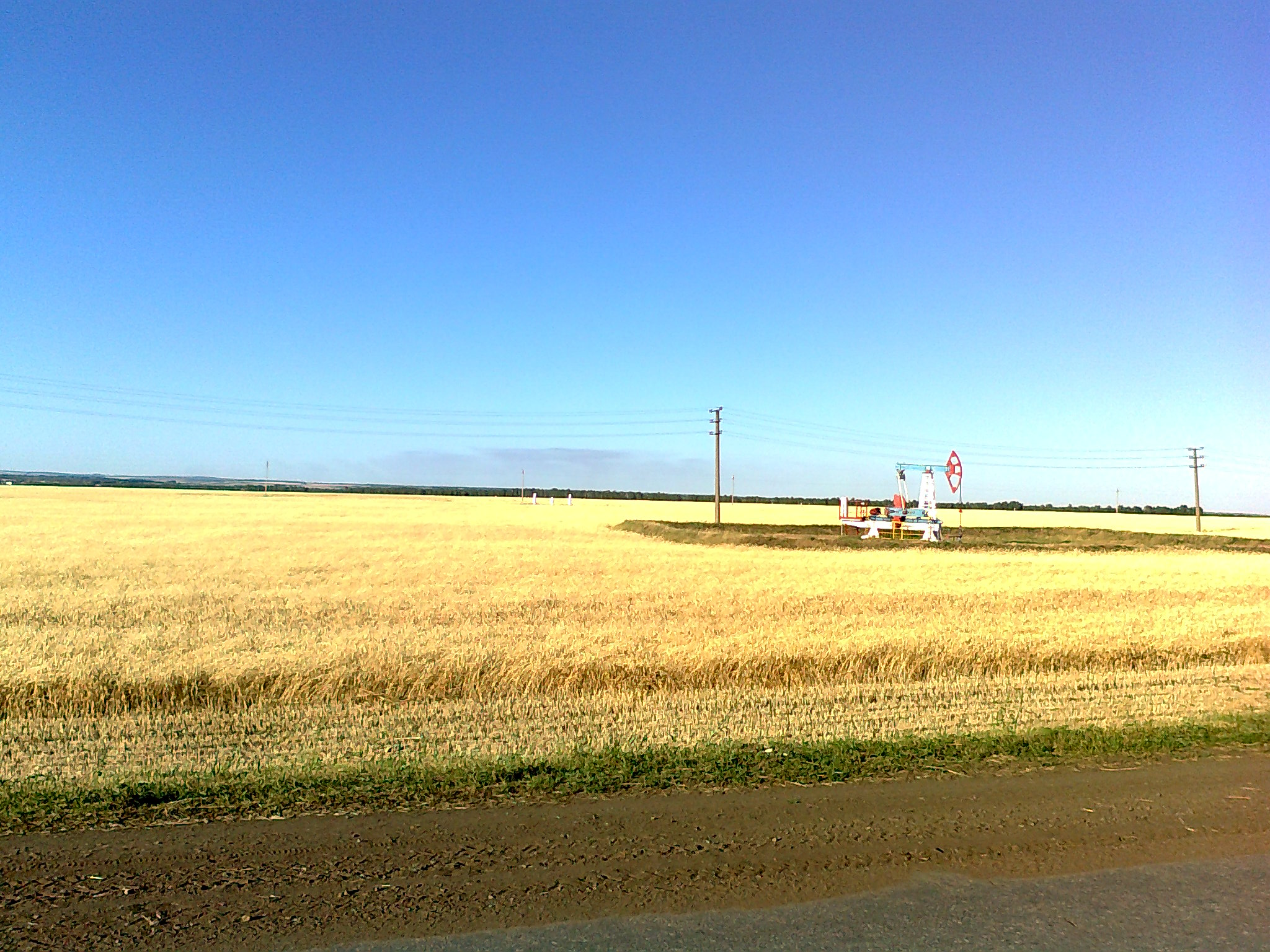

55°29′N 54°52′E / 55.483°N 54.867°E
久爾秋利區（俄语：Дюртюлинский район），是俄羅斯的一個區，位於該國西南部，由巴什科爾托斯坦共和國負責管轄，始建於1930年，面積3,243平方公里，2010年人口31,068，人口密度每平方公里9.58人。